# فرودگاه ارزروم
فرودگاه ارزروم (به انگلیسی: Erzurum Airport) (به زبان بومی: Erzurum Havalimanı) یک فرودگاه همگانی و نظامی با کد یاتا ERZ است که یک باند فرود بتن دارد و طول باند آن ۳۸۱۰ متر است. این فرودگاه در شهر ارزروم کشور ترکیه قرار دارد .

## شرکت‌های هواپیمایی و مقصدهای پروازی
| شرکت‌های هواپیمایی                  | مقصدهای پروازی                |
| ---------------------------------- | ----------------------------- |
| پگاسوس ایرلاینز                    | اسن‌بوغا، صبیحه گوکچن          |
| سان اکسپرس                         | صبیحه گوکچن، عدنان مندرس      |
| ترکیش ایرلاینز                     | آتاترک                        |
| ترکیش ایرلاینز اجرا توسط آنادولوجت | اسن‌بوغا، آنتالیا، صبیحه گوکچن |